# 爱让我们在一起 (中国电视剧)
《愛讓我們在一起》是一部2014年中国時裝电视剧，由黄宗泽、李呈媛、黃明、張熙媛領銜主演。本剧于2014年8月28号在蘇州正式开机，同年11月杀青。

## 劇情
《爱让我们在一起》以“电商与传统行业”的争锋为大背景，以双胞胎兄弟余小萌(黄宗泽饰)花千树(黃　明饰)人物主线，古装剧绝代双骄的现代版题材。双胞胎兄弟的传奇故事媲美“小鱼儿与花无缺”，在爱情中穿插着一条商业斗争线，使得原本平淡的剧情充满疑惑和期待。生活中平平淡淡的余小萌和海外归来的精英花千树，两个人在剧中除了必要的生病、受伤的老套韩剧元素，同时加入了中国的家庭伦理元素。

## 演員
| 演員   | 角色             | 關係／暱稱 |
| 黄宗泽 | 余小萌(小萌萌)   | 男。28岁。江枫、岳茹的儿子，花千树的双胞胎弟弟。从街头混混逐渐摸爬滚打，从事各种行业，最终成为无涯网物流总监。痞气、油滑、顽皮、善良、灵动、嘴甜、有头脑、有女人缘、能屈能伸、不守规则、爱骄傲、爱耍酷，具备真诚与狡猾的两面性。             |
| 黃 明  | 花千树           | 男。28岁。江枫、岳茹的儿子，余小萌的双胞胎哥哥。怡花集团CEO。国外留学归来，气质高贵、学富五车、潇洒而不风流。属于冰冻闷骚型男、完美主义者、极其自恋，但抗击打能力弱。                                                                        |
| 李呈媛 | 景心妍           | 女。26岁。见习律师。刑警景霜天的女儿。先后与余小萌及花千树相恋。 |
| 张熙媛 | 苏颖（Michelle） | 女。28岁。魏无涯的干女儿。海归，无涯集团高管。 |
| 许小行 | 黑子             | 余小萌的发小、死党，左膀右臂。在儿童福利院长大。性格木纳，和余小萌的机智灵活形成反差。因为迷恋游戏，意外成为一名电脑高手，甚至成为一个职业黑客，自称“蜘蛛人”。为人十分仗义，曾经为了帮助余小萌而蹲过监狱。出狱后亦是余小萌事业上的得力帮手。 |
| 罗 漩  | 花菁菁           | 90后富二代。个性泼辣、刁钻，言辞犀利，快人快语、喜欢泡吧，喜欢名牌，喜欢飙车，喜欢以自我为中心。职业飘忽不定，对余小萌一见钟情，在余小萌的影响下，逐步转变，也曾尝试小白领的生活，在怡花集团实习。                                           |